# Grave Encounters
Grave Encounters ist ein US-amerikanisch-kanadischer Horrorfilm über das Übernatürliche, gedreht im Found-Footage-Stil.

## Handlung
2003 begeben sich Lance Preston, Moderator der Geisterjäger-Reality-TV-Serie Grave Encounters, und seine Crew für eine Episode in die verlassene Collingwood-Psychiatrieklinik, von wo seit Jahren über ungeklärte Phänomene berichtet wird. Da sie der Meinung sind, dass es dem Erfolg der Sendung dienlich sei, schließen sie sich für eine Nacht in der Klinik ein. Schnell müssen sie feststellen, dass sie es mit einer Macht zu tun haben, die alles, was sie bisher erlebt haben, in den Schatten stellt. Das Gebäude ist nicht nur verflucht oder von Geistern besessen, es lebt selbst und macht keine Anstalten, seine neuen Bewohner wieder gehen zu lassen. Verloren in einem Labyrinth von schier endlosen Gängen und Korridoren und terrorisiert von den Geistern früherer Patienten verfallen Preston und seine Crew dem Wahnsinn. Die Aufnahmen, die in dieser Nacht entstehen, werden erst Jahre später der Öffentlichkeit zugänglich gemacht.

## Hintergrund
Die Dreharbeiten zu Grave Encounters fanden im Riverview Hospital, welches schon den Drehort für viele andere Film- und Fernsehproduktionen bot, in Kanada statt. Der Film wurde in Deutschland am 25. September 2012 auf DVD und am 19. Dezember 2011 international im iTunes Store als Download veröffentlicht.
Die Premiere in den USA fand am 22. April 2011 beim Tribeca Film Festival und in Deutschland beim Fantasy Filmfest 2011 statt.
Mit einem Budget von zwei Millionen US-Dollar spielte der Film insgesamt 5.408.334 US-Dollar ein.

## Rezeption
Grave Encounters erhielt gemischte bis negative Kritiken. Die New York Press lobte den Film als „gruseligster Film seit Ring“. Auf der Website Rotten Tomatoes erhält der Film von zwei Dritteln der Filmkritiker eine positive Bewertung, jedoch nur von knapp der Hälfte des Publikums.
Der 2018 erschienene deutsche Horrorfilm Heilstätten greift ein ähnliches Motiv wie Grave Encounters auf.

## Fortsetzung
Es entstand eine Fortsetzung mit dem Titel Grave Encounters 2 unter der Regie von John Poliquin und einem Drehbuch von Stuart Ortiz und Colin Minihan. Der Film wurde am 24. September 2013 auf DVD veröffentlicht.